# Léopold Jorédié
Léopold Jorédié est un homme politique indépendantiste kanak, né à la tribu de Gélima à Canala le 19 avril 1947 et mort le 8 septembre 2013 à Nouméa, président de la province Nord de la Nouvelle-Calédonie de 1989 à 1999, maire de Canala de 1989 à 1995 et vice-président du Gouvernement collégial local de 1999 à 2001.

## Carrière professionnelle
Issu d'un village minier, Canala, il exerce la profession de rouleur sur mine pour la Société Le Nickel (SLN) avant de fonder sa propre entreprise de transport de minerai. Mais il entre assez tôt en politique, étant élu pour la première fois conseiller municipal de sa commune natale en 1977 sous les couleurs de l'Union calédonienne, et prend la présidence de la maison rurale de la collectivité. L'UC, sous la direction de Jean-Marie Tjibaou, prend cette même année officiellement position en faveur de l'Indépendance kanak socialiste (IKS), et Léopold Jorédié va commencer à gravir petit à petit les échelons du mouvement.

## Lieutenant d'Éloi Machoro puis de Jean-Marie Tjibaou
Devenu premier adjoint au maire de Canala en 1983, la création du FLNKS en 1984 et la décision des indépendantistes de boycotter les élections territoriales et d'obtenir leurs revendications par la force lui permet de connaître une ascension rapide. Commissaire politique de l'UC pour le centre de la Grande Terre en 1984, il est en effet choisi par Éloi Machoro, autre natif de Canala et secrétaire général de l'UC (ainsi que no 2 du FLNKS) qui organise depuis le 18 novembre 1984 le boycott actif et les actions sur le terrain, pour le seconder. Après la mort d'Éloi Machoro le 12 janvier 1985, Léopold Jorédié est choisi lors du congrès de Nakéty de février pour le remplacer comme « ministre de la Sécurité » dans le « Gouvernement provisoire de Kanaky » présidé depuis le 1er décembre 1984 par Jean-Marie Tjibaou. À partir de là, et jusqu'à la fin des Évènements, il est considéré comme l'un des principaux lieutenants de ce dernier, aux côtés de Yeiwéné Yeiwéné, et comme l'un des principaux dirigeants du FLNKS.
Après la mise en place le 23 août 1985 du statut dit Fabius-Pisani, la division de la Nouvelle-Calédonie en quatre régions (Sud, Centre, Nord et îles Loyauté) et l'abandon (pour un temps) du boycott des institutions par le FLNKS, il est choisi pour mener aux élections du 29 septembre suivant la liste du Front dans la région Centre, considérée par les deux camps comme la circonscription la plus incertaine. Si le Sud est sûr d'être emporté par le RPCR et le Nord et les Îles par les indépendantistes, le Centre comprend à la fois les fiefs loyalistes de la Côte ouest (Bourail, Moindou, Farino, La Foa et Boulouparis), ceux du FLNKS de la côte est (Houaïlou, Canala, Thio, Sarraméa et Yaté) et les communes plus disputées de Poya ou l'île des Pins. Mais la division du camp anti-indépendantiste (notamment le refus du RPCR de s'allier au FN, tandis que le maire de Bourail, l'autonomiste Jean-Pierre Aïfa, forme lui aussi une liste) permet à la formation de Léopold Jorédié d'obtenir 5 élus sur 9 au Conseil de Région, dont il est élu président, contre 4 à celle RPCR du sénateur Dick Ukeiwé. De ce fait, il est également, jusqu'au 24 avril 1988, membre du Congrès du Territoire et du Conseil exécutif (composé du président du Congrès, Dick Ukeiwé, qui le dirige, et des quatre présidents de Région, à savoir, outre Jorédié, Jean Lèques puis Pierre Frogier pour le Sud, Jean-Marie Tjibaou pour le Nord et Yeiwéné Yeiwéné pour les Loyauté).
Organisateur des groupes armés du FLNKS à Canala, de loin le Comité de lutte local le plus structuré, au plus fort de la tension des Évènements en avril et mai 1988, il participe directement, avec Tjibaou et Yeiwéné, aux négociations avec les preneurs d'otages d'Ouvéa, le trio exécutif indépendantiste relayant les revendications de ces derniers à la presse et au gouvernement. Après l'opération Victor, il fait partie dans un premier temps des plus sceptiques à l'égard des négociations menées par le gouvernement Rocard entre Jacques Lafleur et Jean-Marie Tjibaou et refuse de participer à la dernière séance de négociations des accords de Matignon, se justifiant en des termes assez durs à l'égard du leadeur indépendantiste lui-même en signant une tribune dans le journal Le Monde du 1er juillet 1988 intitulée « L'esclave a accepté de serrer la main de son maître pour réconcilier les Français » et dans laquelle il déclare : « L'accord que vous appelez « de Matignon » a été symbolisé par une poignée de mains montrée à la télévision comme l'un des produits exotiques du bon vieux temps de la marine à voile. Comme un produit rare ramené des antipodes, cette fois-ci pour être vendu aux centristes français. ». Il se rétracte toutefois par la suite, et appelle à voter « oui » au référendum national sur les accords. Il reste de plus le numéro 3 du FLNKS et assure son emprise sur l'importante section de Canala, commune dont il est élu maire lors des élections municipales de mars 1989.
Le 4 mai 1989, il est présent aux côtés de Jean-Marie Tjibaou et Yeiwéné Yeiwéné à Ouvéa pour la cérémonie de levée de deuil des preneurs d'otages de Gossanah, lorsque ses deux compagnons sont assassinés par Djubelly Wéa et d'autres extrémistes kanaks. Léopold Jorédié, également visé, en sort indemne mais apparait très éprouvé à la télévision. Dernier survivant parmi les proches lieutenants de Tjibaou, il remplace celui-ci au sein du Comité consultatif assistant le haut-commissaire dans le cadre du statut transitoire mis en place par les accords et à la tête de la liste FLNKS dans la nouvelle province Nord. Il prend aussi la vice-présidence de l'UC, la direction de la composante la plus importante du Front revenant à une personnalité plus consensuelle, François Burck, métis Caldoche-Kanak, ami de Jean-Marie Tjibaou et dernier représentant du bureau politique du parti qui avait voté en 1977 l'engagement pour l'indépendance.

## Vers la modération

### Président de la province Nord
Lors des premières élections provinciales à se tenir dans le Territoire, le 11 juin 1989, sa liste obtient 63,4 % des suffrages exprimés dans le Nord et 11 sièges sur 15 à l'assemblée de province. Léopold Jorédié est donc élu pour la seconde fois au Congrès du Territoire ainsi que président de la Ppovince Nord. Ce poste lui vaut également de participer aux Comités de suivi des accords de Matignon. Lors des élections législatives de mars 1993, il est choisi comme candidat unitaire du FLNKS dans la 2e circonscription (toute la Grande Terre hors Nouméa, et les îles Belep), il arrive en seconde position au premier tour avec 29,79 % des suffrages exprimés, loin derrière le député sortant RPCR Maurice Nénou qui est immédiatement réélu avec 54,15 % des voix.
En tant que président de la province Nord, il met l'accent sur le rééquilibrage visant à faire rattraper à sa collectivité son retard sur les plans économiques, sociaux et d'infrastructures. Cette politique comprend : l'achat par la SOFINOR (Société de financement de la province) à Jacques Lafleur le 5 octobre 1990 de 85 % du capital de la Société minière du Sud Pacifique (SMSP, qui rassemble les concessions minières du groupe Lafleur mais aussi des participations dans l'hôtellerie ou l'agriculture) afin de permettre aux Kanaks de devenir acteurs dans le domaine de la production de nickel et plus généralement du développement économique du Territoire, ; la construction et l'ouverture par des filiales de la SMSP de deux importantes infrastructures hôtelières en 1992 que sont le Club Méditerranée « Koulnoué-Village » de Hienghène et du Novotel « Malabou Beach Resort » de Poum ; le lancement du programme d'habitat en tribu dit « Plan Jorédié » visant la construction de 100 à 150 maisons par an aussi bien en zone tribale pour des ménages aux revenus mensuels inférieurs à 210 000 F CFP et en zone hors tribu pour des foyers aux revenus mensuels compris entre 70 000 et 210 000 Francs pacifique ; et la mise en place du « plan PHAX » (du nom des quatre aires coutumières de la province : Paici-Camuki, Hoot ma Waap, Ajië-Aro et Xaracuu) qui permet à partir de l'année 1994-1995 de dispenser cinq heures d'enseignement (maximum) par semaine pendant lesquelles les langues vernaculaires peuvent être employées (une heure d'expression orale, deux heures d'éducation physique, une heure d'éducation artistique et une heure de géographie, d'histoire ou de sciences, sans que l'alphabétisation en langue maternelle ne soit réellement prévu tandis que ce plan est largement vu comme une « opération virtuelle ») et de mener des activités culturelles associant enseignants et parents dans le cadre scolaire.
Au sein des institutions néo-calédoniennes et du FLNKS, il incarne bientôt, avec François Burck, une ligne plutôt modérée, favorisant avant tout le dialogue avec le RPCR et une gestion pragmatique de la province et du Territoire, alors qu'il était considéré jusqu'alors comme l'un des « durs » du parti. Cela lui vaut l'hostilité du Palika et tout particulièrement de Paul Néaoutyine, élu en seconde position sur sa liste en 1989 et président unitaire du FLNKS depuis 1990, qui lui reprochent d'oublier l'objectif d'indépendance et d'écarter les composantes non-UC de la direction des affaires dans le Nord. Dès 1991, le Palika demande sa démission de la présidence de province, et Paul Néaoutyine forme, pour les provinciales suivantes du 9 juillet 1995, une liste rivale baptisée Union nationale pour l'indépendance (UNI). Ainsi, si la liste officielle du FLNKS qu'il mène une nouvelle fois arrive en tête, elle n'obtient plus que 34,3 % des suffrages et 6 élus sur 15, contre 31,1 % et 5 sièges pour l'UNI. Il est toutefois réélu à la présidence de l'assemblée provinciale. La même année, il perd la mairie de Canala au profit d'une liste d'ouverture citoyenne apolitique emmenée par le grand-chef Gustave Kataoui.
Partisan de la négociation d'un nouvel accord afin d'éviter le « référendum couperet » de 1998 (perçu comme ne pouvant qu'être défavorable à l'indépendance), il fait partie de la délégation indépendantiste au Comité de suivi des accords en avril 1996 dirigée par Rock Wamytan, président du FLNKS, et également composée de François Burck, deux autres défenseurs de la solution consensuelle. Cette délégation est néanmoins désavouée par le bureau politique du FLNKS qui introduit un « préalable minier » (l'obtention pour la SMSP, afin d'alimenter la future usine du Nord, du massif minier de Tiébaghi, alors propriété de la Société Le Nickel, filiale d'Eramet, qui refuse de céder cette concession) à toute continuation des discussions. Au congrès de l'Union calédonienne tenue à la tribu de Wagap à Poindimié le 12 novembre 1996 (et auquel François Burck et Léopold Jorédié ne sont pas présents), la ligne modérée est désavouée et la direction du parti reprise par une aile radicale favorable au « préalable minier » emmenée par Bernard Lepeu.

### La FCCI

#### Vers la dissidence du FLNKS
Mis à l'écart des instances dirigeantes de l'UC et du FLNKS, il reproche à la nouvelle direction de mettre en danger l'avenir institutionnel et la paix social de l'archipel (les indépendantistes soutiennent grèves, manifestations et mouvements sociaux contre la société Eramet-SLN pour le massif de Koniambo). Le 26 décembre 1997, à la veille de l'entrée dans l'année référendaire (1998), face à une situation qu'ils jugent plus que jamais bloquée, certains poids lourds indépendantistes décident de reprendre les négociations avant l'obtention du « préalable minier » et de passer outre à la directive du bureau politique du FLNKS en fondant le « Comité de Coordination des Indépendantistes » (CCI) : outre Léopold Jorédié et François Burck, cette association regroupe plusieurs maires UC (surtout ceux de Belep Eymard Bouanaoué et de Pouébo Jean-Marc Pidjo), le numéro deux du Palika et ancien maire de Yaté Raphaël Mapou, mais aussi des dirigeants de partis situés hors du Front comme l'ancien maire UC de Lifou et désormais président du Front pour le développement des îles Loyauté (FDIL) Cono Hamu ou encore le président de la province des îles Loyauté et leadeur du LKS Nidoïsh Naisseline. Par conséquent, Léopold Jorédié est exclu de l'UC tandis qu'il est mis en minorité à l'Assemblée de la province Nord, seuls trois élus sur six de sa liste de 1995 (lui-même, Edmond Nekiriai et Eymard Bouanoué) et les deux conseillers du RPCR continuant à le soutenir, tandis que les cinq UNI, les trois autres UC et deux divers loyalistes réclament sa démission. Le président de province étant toutefois élu pour toute la durée de la mandature, il conserve momentanément son poste.
C'est finalement la logique du « préalable minier » qui finit par s'imposer avec la signature du premier accord de Bercy le 3 février 1998 permettant l'échange des massifs miniers de Koniambo et Poum entre la SMSP et la SLN, et les négociations reprennent entre le FLNKS et le RPCR. Non signataire de l'accord de Nouméa, Léopold Jorédié le soutient fortement et fonde avec les autres membres du CCI (à l'exception du LKS de Nidoïsh Naisseline) un nouveau parti politique, la Fédération des comités de coordination indépendantistes (FCCI), avec une direction tricéphale composée de Raphaël Mapou à la présidence, de François Burck au commissariat politique et de Jorédié au secrétariat général. Ils militent pour le « oui » au référendum local du 8 novembre 1998 sur l'approbation de l'accord. Ce nouveau mouvement adopte une « vision pragmatique et moderniste », rejetant l'approche ethnique de l'IKS (toujours défendue par le FLNKS et selon laquelle le peuple Kanak doit devenir le « poteau central de la case ») et mettant l'accent sur la nécessité de construire les conditions sociales et économiques du « destin commun » (notion selon laquelle, pour la FCCI, « chaque enfant né sur cette terre de Nouvelle-Calédonie appartient à une même communauté, à un peuple en devenir ») avant d'envisager toute indépendance, qui aurait été une « rupture catastrophique aux niveaux humain, ethnique, social » si elle avait dû avoir lieu en 1998, tout en appelant à une « modernisation du rapport à la terre » et donc de la coutume traditionnelle kanake. Il interprète la collégialité définie par l'accord de Nouméa comme une nécessaire alliance au sein du Congrès (où le parti dispose de 5 élus à sa création en 1998) avec les anti-indépendantistes du RPCR et forme un groupe commun avec les trois représentants du petit parti loyaliste « Renouveau », lui-même issu d'une dissidence de l'UNCT de Didier Leroux sur la question de l'accord de Nouméa (les futurs membres de Renouveau ayant accepté de participer aux négociations de l'accord, contre l'avis de la direction de l'UNCT).

#### Membre du gouvernement néo-calédonien
Pour les élections provinciales du 9 mai 1999, il mène la liste FCCI dans la province Nord. Celle-ci réalise un relatif bon score avec 15,5 % des suffrages exprimés et 4 élus sur 22 à l'assemblée de province (dont 3 au Congrès), mais n'arrive qu'en quatrième position derrière l'UNI-Palika (28 %, 8 sièges), le FLNKS-UC (22,5 %, 6 élus) et le RPCR (17,8 %, 4 conseillers) tandis que Léopold Jorédié perd la présidence qu'il occupait depuis dix ans au profit de Paul Néaoutyine. La FCCI formant un groupe commun avec le RPCR et présentant avec ce dernier une même liste pour la composition du gouvernement collégial, Léopold Jorédié est élu au sein du premier exécutif local issu du statut de l'accord de Nouméa le 28 mai 1999. Il est alors choisi comme vice-président aux côtés du président Jean Lèques, décision jugée choquante par le FLNKS qui estimait que ce poste devait lui revenir selon l'esprit de l'accord, et pour gérer le secteur de l'Enseignement. Reconduit dans les premiers et seconds gouvernements de Pierre Frogier élus respectivement le 3 avril 2001 et le 28 novembre 2002, il n'y occupe toutefois plus la vice-présidence qui revient à l'élue FLNKS-UNI-Palika Déwé Gorodey tout en conservant le dossier de l'Enseignement. Il est chargé également des Affaires coutumières dans le gouvernement Frogier I remanié du 9 août au 28 novembre 2002, et des Questions de société dans le gouvernement Frogier II du 28 novembre 2002 au 9 mai 2004.
Il participe à l'application du transfert de la compétence de l'enseignement primaire public, à la mise en place de la Direction de l'enseignement de la Nouvelle-Calédonie (DENC) et lance la politique éducative en Nouvelle-Calédonie. À ce titre, il est l'un des organisateurs du premier colloque territorial sur l'enseignement en novembre 2002 au Centre culturel Tjibaou sur le thème : « Pour une école de la réussite en Nouvelle-Calédonie », et lors duquel il met l'accent sur la lutte contre l'échec scolaire. De plus, il préside de 2003 à 2004 un comité de pilotage pour l'adaptation et l’intégration scolaires (AIS).
Dans le même temps, il s'éloigne de plus en plus des positions indépendantistes traditionnelles et se définit comme un « nationaliste calédonien réaliste », au point de déclarer dans Les Nouvelles calédoniennes du 19 avril 2000 : « Aujourd'hui, parler d'indépendance, c'est faire de la démagogie. C'est un terme qu'utilisent encore certains pour préserver leur fonds de commerce électoral, tout en sachant très bien que l'exercice de la souveraineté a un prix et que ce prix-là, pour le moment, est payé en grande partie par la France. La vraie indépendance c'est d'être capable de payer ce prix ». Qualifié de « pseudo-indépendantiste » par les partisans du FLNKS qui voient dans la FCCI une arme du RPCR pour diviser et donc affaiblir le camp indépendantiste, Léopold Jorédié est de plus affaibli par des affaires judiciaires. Dans le cadre d'une plainte déposée à l'origine contre un ancien collaborateur, Édouard Vo, pour détournement de fonds publics pour la construction d'une usine de jus de fruit à Canala qui n'a en fait jamais fonctionné, l'enquête met en évidence que Léopold Jorédié a lui-même profité de ses fonctions de président de province et de maire de Canala pour faciliter, en 1994 et 1995, l'obtention par son fils Fabio Jorédié d'une subvention provinciale de 5,5 millions de francs CFP pour l'achat d'un camion (permettant dans le même temps à Léopold Jorédié de ne plus se porter caution pour l'emprunt que son fils avait contracté pour cette acquisition) et d'un contrat municipal de roulage. Il est condamné pour délit d'ingérence à un an de prison avec sursis par le tribunal correctionnel de Nouméa en janvier 2000,, peine alourdie le 30 mai 2000 par la cour d'appel qui y rajoute une amende de 1,25 million de Francs CFP et confirmée par la chambre criminelle de la Cour de cassation le 26 septembre 2000. Toutefois, aucune peine d'inéligibilité ni de privation des droits civiques n'est prononcée contre lui, la cour d'appel établissant alors une forme de « présomption d'ignorance » en matière d'ingérence et se montre ainsi sensible à l'argument de l'avocat de Léopold Jorédié selon lequel : « À l'époque, comme tant d'autres nouveaux élus, mal préparés, M. Jorédié n'avait pas conscience de commettre des infractions. Sa préoccupation était de reconstruire sa commune et sa province ». L'éviction de Raphaël Mapou du gouvernement Frogier en juillet 2002 et son retrait de la FCCI en octobre suivant, Mapou critiquant alors la trop forte proximité de la direction du parti qu'il a contribué à fonder (et surtout François Burck et Léopold Jorédié) avec le RPCR et s'opposant avec force à ce dernier sur la question de Goro Nickel, déstabilise davantage Jorédié, Burck et leurs partisans.

#### Le retrait au second plan de la scène politique
Aux élections provinciales du 9 mai 2004, Léopold Jorédié mène pour la seconde fois consécutive la liste FCCI en province Nord. Alors que plusieurs candidats du parti en 1999 ont rejoint d'autres formations (notamment l'ancien maire de Pouébo Jean-Marc Pidjo, second de liste en 1999, et Paul Kasarhérou, deux élus sortants du Congrès et de l'assemblée de province qui ont rejoint la liste « accordiste » baptisée « Calédonie mon pays - Mwadihin », ou Francis Poadouy qui est en troisième position sur celle d'ouverture indépendantiste LKS KAP Identité Nord emmenée par l'UPM Emmanuel Dayé), Léopold Jorédié espère rebondir en obtenant un bon résultat dans la province qui reste encore son principal terrain politique, avec pour objectif de conserver quatre sièges à l'Assemblée. Il tente pour se faire de défendre sa vision de l'accord de Nouméa qui, selon lui, justifie son alliance avec le RPCR car « refuser de travailler avec l’adversaire d’hier, c’est tromper la population qui croit au destin commun de ce pays. Ce serait faire de l’accord de Nouméa non un accord de paix mais un armistice, c’est-à-dire envisager la reprise des antagonismes et des conflits ». Les autres points de son programme sont le régime des terres, la formation et l’éducation, la mise en place d’une organisation sanitaire adaptée aux besoins du pays, l’économie, la solidarité, le culturel et l’environnement. Il confie la seconde place dans sa liste à Colette Nonghai, une fidèle qui l'a suivi de l'UC à la FCCI, conseillère municipale de Pouébo et vice-présidente du conseil des femmes de la province Nord. Elle se fait remarquer par sa remise en question du principe d'indépendance, faisant ainsi écho à la déclaration de Léopold Jorédié en 2000 : « Je pense que l’indépendance serait malvenue maintenant. Les jeunes l’attendent mais ils ne savent pas ce qui se passerait. On a fait comme les moutons qui suivent le berger, mais on est resté en bas. Je suis allée au Vanuatu et ça m’a fait beaucoup réfléchir car même si on vit encore de manière traditionnelle, surtout ici à Pouébo, on est né dans la richesse en Calédonie et on ne saurait plus s’en passer. Alors il faut travailler, mettre des solutions en place pour l’avenir ». Suivent Alain Levant (no 5 en 1999, no 3 en 2004, élu sortant et maire de Kaala-Gomen), Marie Boewa (no 20 en 1999, no 4 en 2004), Albert Wahoulo (no 19 en 1999, no 5 en 2004, chef de l'opposition municipale aux îles Belep depuis le décès en 2002 d'Eymard Bouanaoué), Marianne Boi (no 6 en 1999 et en 2004, élue sortante de l'Assemblée provinciale), Julien Dounehote (no 9 en 1999, no 7 en 2004), entre autres.
Le jour du scrutin, la liste Jorédié n'arrive qu'en cinquième position sur les neuf formations candidates. Elle ne réunit que 5,75 % des suffrages exprimés, et 4,1 % des inscrits, soit un score inférieur à la barre des 5 % qui lui aurait permis d'obtenir ne serait-ce qu'un siège à l'assemblée de province. Non élu, Léopold Jorédié se retrouve pour la première fois depuis 1989 mis à l'écart des institutions néo-calédoniennes, tandis que la FCCI s'effondre sur l'ensemble du Territoire : dans le Sud, François Burck arrive en dernière position avec seulement 426 voix, et seule la liste des Îles Loyauté de Cono Hamu réussit à se maintenir avec deux sièges à l'assemblée provinciale et un élu au Congrès. Or, ce dernier (Cono Hamu) et sa colistière décident en novembre 2004 de quitter la FCCI pour faire revivre son ancien parti, la FDIL, et se rapprocher de l'UC.
Par la suite, Léopold Jorédié se montre assez discret, prenant quelquefois la parole pour critiquer l'exécutif de la province Nord et les querelles au sein de l'institution entre le Palika et l'UC, déclarant notamment : « Aujourd’hui, on oublie l’histoire de la SMSP et de la Sofinor. Celle-ci n’assure plus sa mission qui était de faire remonter des bénéfices pour appuyer les petits projets de développement. À l’arrivée, cela représente près de 400 emplois perdus. ». Il est confronté une nouvelle fois à la justice en 2007, étant condamné en janvier à trois ans de prison, dont deux ans ferme, 12 millions de francs Pacifique d’amende, la mise en faillite personnelle et la privation des droits civiques pour abus de biens sociaux et banqueroute, à la suite d'une série de détournements de fonds opérés dans la région de Canala entre 1997 et 2000 par Thierry Chambon, proche de Léopold Jorédié (dont il a épousé la nièce) qui l'a introduit dans sa commune comme consultant de trois entreprises du village. Son avocat plaide alors la non connaissance de la part du président de la province Nord des exactions de l'intéressé. L'ancien président de la province Nord est toutefois totalement acquitté par la cour d'appel de Nouméa le 6 novembre 2007.
Tête de liste lors des élections municipales de mars 2008 à Canala, il axe sa campagne sur la formation, en proposant la construction d'un lycée professionnel adapté, et le développement de l'emploi autour d'un certain nombre de projets dont la réouverture de la mine de Boakaine, la réhabilitation de la station thermale de La Crouen à partir de négociations avec les coutumiers et de l'aérodrome, l'installation d'un complexe hôtelier à Ciu, l'aménagement d'un port en eau profonde ou encore la création d'un label de produits biologiques « Xârâcüü » pour les ignames et les agrumes produits sur la commune. Le maire sortant UC Gilbert Tyuienon obtient toutefois la victoire dès le premier tour le 9 mars avec 55,41 % des suffrages exprimés et 22 élus sur 27, la liste FCCI de Jorédié arrivant en seconde position mais loin derrière avec 19,62 % des voix et 3 sièges. Pour les élections provinciales du 10 mai 2009, il mène la seule liste présentée par la FCCI, en province Nord. Appelant une nouvelle fois à dépasser les lignes politiques traditionnelles et à la construction d'un « destin commun », il déclare : « Nous devons arrêter de vivre dans ce clivage, d’un côté les indépendantistes et de l’autre les loyalistes. Ce n’est pas de cette manière que nous allons construire un destin commun. Pendant ce mandat, nous devons construire une nation souveraine qui garantira les libertés, les biens et les droits de tous » et met l'accent sur la question foncière et la « souveraineté alimentaire ». Il ne réussit plus alors à réunir que 605 bulletins, soit 2,79 % des suffrages et la dernière place de la province.
Il se met ensuite totalement en retrait de la vie politique et décède à l'hôpital Gaston-Bourret de Nouméa le 8 septembre 2013, et est inhumé le lendemain à Canala.